# Albertine Frederikke af Baden-Durlach
Albertine Frederikke af Baden-Durlach (3. juli 1682 – 26. december 1755) var en tysk prinsesse af Baden-Durlach. 
Hun var datter af Markgrev Frederik 7. af Baden-Durlach og Prinsesse Auguste Marie af Slesvig-Holsten-Gottorp. Hun blev gift den 2. september 1704 med sin fætter Prins Christian August af Slesvig-Holsten-Gottorp, Fyrstbiskop af Lübeck, søn af Hertug Christian Albrecht af Slesvig-Holsten-Gottorp og Frederikke Amalie af Danmark. Hun døde 73 år gammel den 26. december 1755.